# Obrázek v domě
Obrázek v domě (také „Rytina v domě“, nebo „Rytina“) (anglicky The Picture in the House) je hororová povídka amerického spisovatele H. P. Lovecrafta. Byla napsána 12. prosince 1920 a vydána v létě 1921.
Povídka je retrospektivním vyprávěním v ich-formě bezejmenným vypravěčem o jeho návštěvě starého domu, ve kterém nalezne knihu s obrázky lidojedů a jejím záhadném majiteli.

## Děj
Bezejmenný vypravěč zabývající se genealogií se listopadového odpoledne roku 1896 projíždí na kole po mystickém venkově Nové Anglie. Daleko od jakékoliv vesnice ho na spojnici do města Arkham zastihne bouřka, před kterou se skryje v na první pohled opuštěném domě na úpatí kopce daleko od cesty. Nejdříve zaklepe na dveře, a když se mu nedostane odpovědi, vstoupí s kolem do odemčeného domu.
Z předsíně vstoupí do nízké světnice, která je vybavena velmi prostým nábytkem. Vypravěče zaujme starobylá kniha, která leží na stole. Jedná se o Regnum Congo z roku 1598 od Filippa Pigafetta. Ta obsahuje rytiny od Theodora de Brya, na kterých jsou zobrazeni černoši s bílou kůži, z nichž, dle vypravěče, je nejhrůznější ilustrace XII, jež podrobně vyobrazuje lidojedy z kmene Anzique a jejich gastronomické zvyklosti. Rozrušen zavře knížku a začne si prohlížet obsah sousední police. Zde nalezne bibli z 18. století, Poutníkovu cestu od Bunyana a Magnalia Christi Americana od Cottona Mathera, když ho upoutají kroky nad jeho hlavou, jež se postupně přibližují až k němu do světice.
Ve dveřích se objeví starý, otrhaný, ale urostlý muž s brunátnou tváří. Ten ho přátelsky pozdraví a omluví se, že ho neslyšel přijít, protože nejspíše spal. Po krátkém rozhovoru se vypravěč zeptá, odkud má Regnum Congo. Stařík mu řekne stručnou historii knihy, s tím, že je psána latinou, kterou on neovládá, a že si jen nechal kousek přečíst od místního faráře. Nakonec se vypravěče zeptá, zda neumí latinsky, a když dostane kladnou odpověď, je mu přeložen kus odstavce.
Ačkoliv je stařec překladem až dětinsky potěšen, více než v textu leží jeho fascinace v rytinách. Postupně popíše některé z obrázků, přičemž nejvíce ho zaujme ona dvanáctá ilustrace vyobrazující lidojedy. Stařec se obrázkem kochá stejně intenzivně, jako se vypravěčovi hnusí. Fascinován začne stařec obrázek popisovat. Postupně tlumí svůj hlas, až není skoro slyšet, zatímco popisuje svoje pocity z ilustrace a jak člověka přivedou takovéto obrázky na různé myšlenky. Řekne, že jednou, před tím, než zabil ovci, se na onen obrázek podíval a ono zabíjení mu potom přišlo jako větší zábava, ale zase ho neuspokojilo. Poté se přizná – a prosí vypravěče, aby to nikomu neříkal –, že v něm ta rytina probudila touhu po jídle, které si nemůže vypěstovat, ani koupit. Přemýšlí, jestli by mu maso, které tvoří lidskou přirozenost, neprodloužilo život, kdyby mu bylo podobnější. V ten moment ho zarazí velmi prostá věc.
Když stařec řekl slovo podobnější, tak na knihu, která byla mezi oběma rozložena na rytině XII, dopadla červená kapka. A když se oba podívali na strop, byla na něm vidět vlhká skvrna karmínové barvy, která se nepřestávala rozšiřovat.
Vypravěč nevykřikl a ani se nehnul a jen zavřel oči. Vzápětí uhodil titánský blesk, který zničil celý prokletý dům, jemu přivodil bezvědomí, které mu, dle vypravěče, zachránilo rozum.

## Význam
V povídce se vůbec poprvé objevuje smyšlené město Arkham a Miskatonické údolí. Ty jsou sice zmíněny pouze okrajově, ale v dalších dílech se stanou základem tzv. Lovecraftovy země.

## Česká vydání
Povídka v češtině vyšla jako součást šesti knih:
- Hrůza v Dunwichi a jiné horrory (1990 , Zlatý kůň)
- Šepot ve tmě a jiné hrůzostrašné příběhy (1992 , Mladá fronta)
- Hrobka (2010 , Plus)
- Stín nad Innsmouthem (2014 , Laser-books)
- H. P. Lovecraft – Komplet Sebraných spisů (2014 , Albatros)
- Barva z kosmu (2020 , Carcosa)